# Skärte naturreservat
Skärte är ett naturreservat i Rolfstorps socken i Varbergs kommun i Halland. Reservatet har en yta på 18,2 hektar. Det inrättades 2006. Marken är privatägd, men förvaltas av Länsstyrelsen i Hallands län.

## Beskrivning
Skärte består av två kullar, bevuxna med ekskog. Mellan kullarna finns en ravin. I ravinen rinner Stenån, som även genomkorsar det närbelägna Gässlösa naturreservat. I ravinen trivs flera olika kärlväxter, till exempel skärmstarr, kärrfibbla, strutbräken, nordlundarv, kransrams och blåsippa. De gamla ekarna i reservatet är bevuxna med lavar, som stor knopplav, lunglav och grynig filtlav.
I Stenån finns lax. Man har nyligen restaurerat ån och tagit bort dammar och liknande, så att laxen återigen kan leka i ån.

## Historia
Bevarade kartor visar att Skärte inte var bevuxet med skog under 1600-talet, utan troligen var betesmark. Däremot fanns vidsträckta områden med sammanhängande lövskog bara några kilometer bort, till exempel Åkulla bokskogar. Under 1800-talet började Skärte bli bevuxet med skog, och i början av 1900-talet var området nästan helt skogklätt, med undantag för två små åkerlyckor.